# Panteramaryllis
Panteramaryllis (Hippeastrum pardinum) är en art i familjen amaryllisväxter från Bolivia. Arten odlas ibland som krukväxt. 

## Bilder

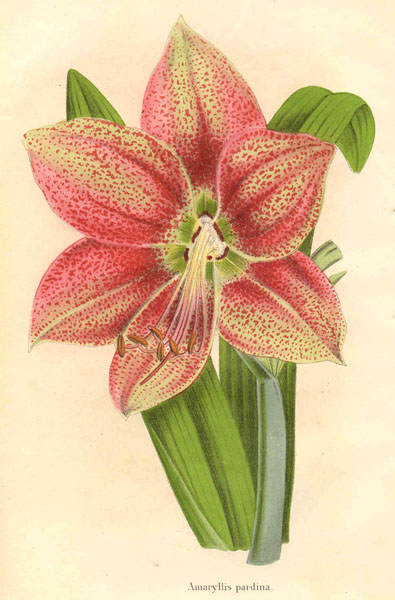

## Odling
Se amaryllisar.